# Norðri, Suðri, Austri en Vestri
Norðri, Suðri, Austri en Vestri zijn vier dwergen uit de Noordse mythologie.
In het Noordse/Germaanse scheppingsverhaal wordt de hemel door deze vier dwergen ondersteund. De namen van deze vier dwergen zijn Oudnoords en afgeleid van de vier windstreken: Norðri van norðr ("Noorden"), Suðri van suðr ("Zuiden"), Austri van austr ("Oosten") en Vestri van vestr ("Westen").
Norðri, Suðri, Austri en Vestri worden in de Völuspá (hoofdstuk 11) genoemd.
In de Gylfaginning (hoofdstuk 8) beschrijft Snorri Sturluson hoe de goden uit de schedel van de gedode reus Ymir het gewelf van de hemel maakten en dat die vier dwergen Norðri, Suðri, Austri en Vestri het gewelf ondersteunen, iedere dwerg aan één hoek.
Het idee van de vier dwergen die het gewelf van de hemel ondersteunen, is geen literaire uitvinding van Snorri Sturluson.
Het wordt al in de 10e eeuw in stanza 26 van de Ólafsdrápa van Hallfreðr Óttarson vandræðaskáld genoemd.
Opmerkelijk is dat de Romeinen Auster gebruikten voor de windrichting zuid.